# اجیت‌پورا
اجیت‌پورا (به انگلیسی: Ajeetpura) یک منطقهٔ مسکونی در هند است که در راجستان واقع شده‌است.

## خصوصیات
اجیت‌پورا ۱۶ کیلومترمربع مساحت و ۱۵٬۷۲۶ نفر جمعیت دارد و ۱۹۱ متر بالاتر از سطح دریا واقع شده‌است.